# Salvador Ichazo
Salvador Ichazo, vollständiger Name Salvador Ichazo Fernández (* 26. Januar 1992 in San José de Mayo) ist ein uruguayischer Fußballspieler.

## Karriere

### Verein
Der nach Vereinsangaben 1,88 Meter große Torwart spielte in der Jugend zunächst für Central und wechselte 2006 dann in die Jugendabteilung von Danubio. Er stand dort seit der Clausura 2011 im Kader der in der Primera División spielenden Ersten Mannschaft. Er debütierte 2012 in der höchsten uruguayischen Spielklasse, war in der Saison 2012/13 zunächst Stammtorhüter und bestritt in der Apertura alle 15 Erstligaspiele. Nach Abschluss der Hinrunde belegte seine Mannschaft den letzten Tabellenplatz. In der Rückrunde kamen zwei weitere Einsätze hinzu. In der Spielzeit 2013/14 lief er 33 weitere Male auf. Am Saisonende gewann er mit seinem Team die uruguayische Meisterschaft. Dabei avancierte Ichazo zum Held der entscheidenden zweiten Finalpartie gegen die Montevideo Wanderers, als er im Elfmeterschießen vier Elfmeter parierte. In der Apertura 2014 wurde er in 15 Erstligaspielen und zwei Begegnungen der Copa Sudamericana 2014 eingesetzt. Am 28. Januar 2015 bestätigte Danubio die sofortige Ausleihe Ichazos an den Serie-A-Klub FC Turin. Der Transfer erfolgte zunächst für sechs Monate auf Leihbasis und beinhaltete eine Kaufoption, die Mitte 2015 gezogen werden konnte, was der Verein sodann auch tat. Bei den Italienern debütierte er unter Trainer Gian Piero Ventura am 38. Spieltag beim 5:0-Sieg gegen den AC Cesena in der Liga. Sein Team belegte am Saisonende den 9. Tabellenplatz der Serie A. In der Spielzeit 2015/16 folgten drei weitere Erstligaeinsätze und drei absolvierte Partien in der Coppa Italia für den Klub aus Turin. In den ersten beiden Ligaspielen der Saison 2016/17 gehörte er zwar dem Spieltagsaufgebot der Turiner an, kam dort aber nicht zum Einsatz. Nachdem der FC Turin am 30. August 2016 die Verpflichtung von Joe Hart bekannt gegeben hatte, wurde Ichazo infolgedessen im Rahmen eines Leihgeschäfts an den FC Bari 1908 weitergereicht. Dort bestritt er drei Ligaspiele. Anfang Februar 2017 kehrte er auf Leihbasis zum Danubio FC zurück. Er absolvierte bei den Montevideanern neun Erstligapartien und eine Begegnung in der Copa Sudamericana 2017.
Im Sommer 2017 kehrte er zum FC Turin zurück. Sein Vertrag, der am 30. Juni 2019 auslief, wurde nicht verlängert. Insgesamt hatte Ichazo sieben Liga- und vier Pokalspiele für Turin. Er war dann zunächst ohne Verein, bevor er Mitte Februar 2020 beim CFC Genua einen Vertrag für die restliche Saison 2019/20 unterschrieb. Er wurde keinem der 15 möglichen Ligaspiele tatsächlich eingesetzt. Im August 2020 kehrte er wieder zu seinem Heimatverein Danubio FC zurück.

### Nationalmannschaft
Ichazo, der bereits mit der U-15- bzw. U-17-Nationalmannschaft Uruguays bei der U-15-Südamerikameisterschaft 2007 in Brasilien und bei der U-17-Südamerikameisterschaft 2009 in Chile spielte, gehörte dem Aufgebot der uruguayischen U-17-Auswahl bei der U-17-Fußball-Weltmeisterschaft 2009 in Nigeria an, die bei diesem Turnier im Viertelfinale an der spanischen Auswahl im Elfmeterschießen scheiterte. Während des Turniers wurde er fünfmal eingesetzt. Im Jahr 2011 reiste er mit der uruguayischen U-20-Nationalmannschaft zur U-20-Weltmeisterschaft jenes Jahres. Auch dort absolvierte er alle drei Spiele des in der Gruppenphase ausgeschiedenen Teams. Im selben Jahr bestritt er auch sieben Partien bei der U-20-Fußball-Südamerikameisterschaft 2011, die sein Heimatland als Zweitplatzierter beendete.(Stand: 8. Dezember 2012)
Ichazo gehörte im Vorfeld der Olympischen Sommerspiele 2012 zum von Nationaltrainer Óscar Tabárez aufgestellten erweiterten Kader der U-23. Letztlich wurde er allerdings nicht nominiert.

### Erfolge
- U-15-Vize-Südamerikameister 2007
- U-20-Vize-Südamerikameister 2011
- Uruguayischer Meister 2013/14